# Cantonul Pont-l'Abbé
Cantonul Pont-l'Abbé este un canton din arondismentul Quimper, departamentul Finistère, regiunea Bretania, Franța.

## Comune
- Combrit
- Île-Tudy
- Plomeur
- Pont-l'Abbé (reședință)
- Saint-Jean-Trolimon
- Tréguennec
- Tréméoc